# 乔保
乔保（德語：Zschopau，發音：[ˈtʃoːpaʊ] ⓘ）是德国萨克森州莱比锡县的城市，面积22.79平方千米，2023年12月31日人口为8,980人。

## 友好城市
- 捷克 洛烏尼（1972年）
- 德国 内卡苏尔姆（1990年）
- 法國 沃讷-莱萨布隆（2010年）
- 匈牙利 布达凯西（2023年）